# Aircel Chennai Open 2010
L'Aircel Chennai Open 2010 è stato un torneo di tennis giocato sul cemento. È stata la 15ª edizione del torneo che fa parte dell'ATP World Tour 250 series dell'ATP World Tour 2010. Si è giocato nell'impianto di SDAT Tennis Stadium di Chennai nella regione del Tamil Nadu in India, dal 4 al 10 gennaio 2010.

## Partecipanti

### Teste di serie
| Nazionalità | Giocatore        | Ranking | Testa di serie |
| ----------- | ---------------- | ------- | -------------- |
| Svezia      | Robin Söderling  | 8       | 1              |
| Croazia     | Marin Čilić      | 14      | 2              |
| Svizzera    | Stan Wawrinka    | 21      | 3              |
| Serbia      | Janko Tipsarević | 38      | 4              |
| Israele     | Dudi Sela        | 43      | 5              |
| Germania    | Simon Greul      | 59      | 6              |
| Germania    | Michael Berrer   | 74      | 7              |
| Stati Uniti | Rajeev Ram       | 79      | 8              |

### Altri partecipanti
Giocatori che hanno ricevuto la wild card nel tabellone principale:
- Rohan Bopanna
- Somdev Devvarman
- Carlos Moyá

Giocatori passati dalle qualificazioni:

- Prakash Amritraj
- Louk Sorensen
- James Ward
- Yang Tsung-hua

## Campioni

### Singolare
Marin Čilić ha battuto in finale  Stan Wawrinka, 7–6(2), 7–6(3)

### Doppio
Marcel Granollers /  Santiago Ventura hanno battuto in finale 
 Lu Yen-hsun /  Janko Tipsarević, 7-5, 6-2.